# Су-15 (1949)
Су-15, «П» (первый с таким обозначением) — опытный истребитель-перехватчик ОКБ Павла Сухого с двумя двигателями тандемной схемы расположения и РЛС «Торий». Построен в одном экземпляре, который был потерян в аварии, произошедшей в ходе заводских испытаний.

## История создания

### Задание
Из опыта создания первых реактивных истребителей, советские конструкторы сделали вывод, что простого увеличения тяги недостаточно для роста скорости самолёта. Требовалось внести изменения в аэродинамическую компоновку истребителей, и в первую очередь следовало использовать стреловидное крыло, с тонким профилем, что позволило бы снизить лобовое сопротивление. Исследования по стреловидному крылу начались в 1946 году, их проводил ЦАГИ в кооперации с ведущими авиационными ОКБ.
К работам по самолёту со стреловидным крылом, в ОКБ Сухого приступили в начале следующего года, в соответствии с постановлением Совета Министров СССР от 11 марта 1947 года, утвердившим план опытного самолётостроения на этот год. П. О. Сухому предписывалось спроектировать и построить истребитель-перехватчик с двумя двигателями «Дервент V» и герметической кабиной, со следующими характеристиками:
- Максимальная скорость у земли — 1050 км/ч
- Максимальная скорость на высоте 5000 м 1000 км/ч
- Время подъёма на 5000 м — 2,5 мин
- Время подъёма на 10000 м — 6,5 мин
- Разбег — 700 м
- Пробег — 400 м
- Дальность полёта на высоте 10000 м, на скорости 800 км/ч — 1600 км
- Максимальная дальность с дополнительными баками — 2000 км
- Практический потолок — 15000 м
- Вооружение — 3 пушки калибра 37 мм

Самолёт надлежало построить в двух экземплярах, первый из которых должен был поступить на государственные испытания в июле 1948 года.

### Разработка
В марте началось эскизное проектирование, в ходе которого после рассмотрения нескольких схем, был выбран среднеплан со стреловидным крылом и тандемным расположением двигателей, один из которых располагался в реданной части фюзеляжа, а второй в хвостовой. Аналогичная схема размещения двигателей была применена на И-320 ОКБ Микояна и перехватчике «200» ОКБ Лавочкина. В мае были получены рекомендации от ЦАГИ по крылу стреловидностью 30°.
Истребитель получил обозначение Су-15 и шифр «П». Ещё на стадии эскизного проектирования Павел Осипович принял решение заменить двигатели «Дервент V» на более мощные РД-45.
Эскизный проект был завершён в конце 1947 года, а в конце февраля 1948 года уже был утверждён макет Су-15, после чего, в середине марта, на заводе № 134 началась постройка первого Су-15. Его изготовление несколько затянулось из-за проблем, к решению которых приходилось привлекать ЦИАМ, ВИАМ и НИИ-17.
12 июня Совет Министров утвердил опытных работ по МАП на 1948 год, согласно которому П. О. Сухому надлежало построить истребитель-перехватчик с двумя двигателями РД-45, герметической кабиной и радиолокатором. Требуемые данные были несколько скорректированы, при неизменных требованиях к скорости, потолку и дальности полёта, возросли требования к скороподъёмности и взлётно-посадочным характеристикам. Время подъёма на высоту 5000 метров и 10000 метров — две и пять с половиной минут соответственно. Разбег — 450 метров, пробег — 550 метров. Вооружение первого прототипа должно было состоять из 2 пушек калибра 37-мм, с возможностью установки третьей пушки калибра 37-мм на втором экземпляре самолёта. Первый экземпляр требовалось предъявить на государственные испытания в ноябре 1948 года.

### Испытания
Накануне нового 1949 года самолёт был собран, и началась подготовка к первому полёту, который состоялся 11 января. Пилотировал Су-15 лётчик-испытатель Г. М. Шиянов.
Первые же полёты выявили три основные проблемы: недоведённость гидросистемы, недостаточная эффективность элеронов на малых скоростях и слишком большой пикирующий момент при выпуске воздушных тормозов. Кроме того, в ряде полётов, на скоростях близких к скорости звука возникала незначительная тряска самолёта. Она начиналась на скорости соответствующей М=0,87, затем усиливалась достигая максимума при М=0,94, после чего интенсивность тряски снижалась. Для установления причин испытатели, совместно со специалистами ЦАГИ, установили на Су-15 контрольно-записывающую аппаратуру.
Анализ полученных данных показал, что вибрации носят нерегулярный характер, при этом оперение практически не вибрировало, а амплитуда колебаний концов консолей не превышала полутора миллиметров. В то же время стало ясно, что вибрации возникали независимо от величины скоростного напора и только после достижения определённого значения М. Приборная скорость начала возникновения вибраций колебалась от 570 км/ч до 830 км/ч. При достижении тех же скоростей, но при меньших значениях числа М тряска не наблюдалась.
К концу мая 1949 года были определены основные лётно-тактические характеристики Су-15. После установки переднего форсажного двигателя РД-45Ф планировалось провести ещё 12-15 полётов для корректировки характеристик. В связи с затянувшимися заводскими испытаниями, для ускорения его сдачи на госиспытания, приказом МАП от 28 мая 1949 года, вторым лётчиком был назначен С. Н. Анохин. Но программа заводских испытаний так и не была закончена, 3 июня 1949 года Су-15 был потерян в аварии.
На момент аварии программа заводских испытаний была выполнена более чем на 90 %, было выполнено 42 полёта, общей продолжительностью в 20 часов 15 минут. Из них 38 полётов совершил Г. М. Шиянов, а 4 (не считая пятого, в котором Су-15 был потерян) С. Н. Анохин.

### Авария 3 июня 1949 года
2 июня 1949 года, для выяснения причин вибрации был выполнен очередной полёт. Тряска возникла на скорости 790 км/ч и усиливалась до скорости 805 км/ч, при уменьшении скорости до 780 км/ч тряска прекратилась. Из-за того, что лётчик не включил самописцы, данные не были зафиксированы и возникла необходимость в повторении подобного испытания.
На следующий день, при выполнении этого режима скорость была доведена до 825 км/ч, однако тряска не возникла. С. Н. Анохин приступил к следующему пункту программы испытаний — разгону до максимальной скорости на высоте 2000 метров. При достижении скорости в 870 км/ч возникли сильные вибрации педалей управления рулём направления, которые, несмотря на усилия пилота, переросли в тряску всей конструкции самолёта и продолжали усиливаться. Тряска не прекратилась даже после значительного снижения скорости. После того как начали искрить приборы, а кабина заполняться дымом, С. Н. Анохин принял решение покинуть самолёт, он использовал аварийный сброс фонаря и покинул кабину самолёта. Су-15 упал в районе населённого пункта Бронницы и был полностью разрушен.
Для расследования причин аварии сразу после неё была создана специальная комиссия, которую возглавил М.А. Тайц. Для консультаций привлекались М.М. Громов, В.М. Келдыш и другие видные специалисты, однако точные причины аварии так и не были установлены. Комиссия ограничилась тем предположением, что из-за возникших вибраций был повреждён двигатель или конструкция самолёта, причины вибрации установлены не были.

## Варианты
| Название модели | Краткие характеристики, отличия. |
| --------------- | --- |
| Су-15 «Дублёр»  | Дублёр Су-15 представлял собой истребитель перехватчик с увеличенной дальностью полёта. За счёт некоторого уменьшения сечений воздушного канала заднего двигателя, оказалось возможным увеличить запас горючего с 2768 литров, до 4633. Кроме того была предусмотрена установка подвесных топливных баков общим объёмом 1951 литр. Стрелковое вооружение состояло из трёх пушек Н-37. Ещё одним отличием от Су-15 было использование щитка типа «фаулер» вместо сдвижного посадочного щитка. Работы по дублёру были прекращены в декабре 1948 года при 42 % готовности. |
| Су-15УТ «ДП»    | В ОКБ Сухого так же был разработан эскизный проект учебно-тренировочного самолёта на базе Су-15. Кабина была удлинена назад за счёт уменьшения бака для горючего, и в полученном объёме было установлено второе кресло для инструктора. У него имелись все органы управления и необходимое оборудование, включая индикатор радиолокатора «Торий». Стрелковое оружие состояло из одной пушки Н-37 с боекомплектом в 20 патронов и одного пулемёта УБ-12,7 с боекомплектом в 100 патронов.                                                                                |

## Тактико-технические характеристики модификации Су-15

### Технические характеристики
- Экипаж: 1 человек
- Длина: 15,44 м
- Размах крыла: 12,87 м
- Высота: 3,94 м
- Масса:
  - Пустого самолета : 7409 кг
  - Взлётная масса: 10437 кг
- Двигатель: 2 × РД РД-45Ф
- Тяга: 2 × 2270 кгс

### Лётные характеристики
- Максимальная скорость на высоте: 1045 км/ч
- Дальность полёта: 1600 км
- Практический потолок: 15000 м

### Вооружение
- Стрелково-пушечное вооружение :
  - 2 × 37-мм пушки Н-37